# Kostra ptačího křídla

Morfologie ptačího křídla

Kostra ptačího křídla se v mnohých ohledech liší od kostry horní (hrudní) končetiny savců. Je to dáno tím, že ptáci používají horní končetinu ve většině případů k jedinému účelu, k letu, pro let je křídlo uzpůsobeno.
Tak jako u savců je kostra křídla tvořena pletencem (cingulum) a kostmi volné končetiny, tedy křídla (ossa alae).

## Pletenec horní končetiny
U všech ptáků je tvořen třemi kostmi:
- krkavčí kost (zobcovitá kost, os coracoideum)
- klíční kost (clavicula)
- lopatka (scapula)

Klíční kosti ptáků srůstají ve vidlici zvanou furcula.
Ptačí lopatka je úzká, šavlovitá kost. V místě spojení kostí pletence zůstává otvor, canalis triosseus, kudy prochází šlacha létacího svalu.

## Kostra křídla

### Kosti paže (ossa brachii)
U ptáků je kostra paže tvořena jednou nebo dvěma kostmi:
- pažní kost (humerus)
- Os sesamoideum m.scapulotricipitis, patella ulnaris – v podstatě něco jako loketní čéška, u domácích ptáků se vyskytuje nepravidelně

### Kosti předloktí (ossa antebrachii)
Stejně jako u savců a člověka tvoří kostru předloktí dvě kosti:
- vřetenní kost (radius)
- loketní kost (ulna)

Loketní kost ptáků je větší, silnější a tvoří podklad pro pažní letky.

### Kosti ruky (skeleton manus)
Kostra ruky zahrnuje:
- zápěstí
- karpometakarpus
- články prstů

U ptáků došlo k podstatné redukci a zjednodušení kostry ruky. Zápěstí je tvořeno pouze dvěma kostmi (u člověka 8), ostatní kosti srostly se záprstními kostmi za vzniku tzv. karpometakarpu.
U ptáků se zachovaly pouze tři prsty, a to křidélkový prst (digitus alulae), velký prst (digitus major) a malý prst (digitus minor)